# Парламентские выборы в Испании (1899)
Парламентские выборы в Испании 1899 года прошли 16 апреля. Явка избирателей составила 66,04 % от общего числа зарегистрированных избирателей.

## Предыстория
10 декабря 1898 года с подписанием Парижского договора 1898 завершилась Испано-американская война. В результате поражения Испания лишилась своих владений в Вести-Индии (Куба, Пуэрто-Рико и ряд других островов), а также Филиппин и тихоокеанского острова Гуам.
28 февраля 1899 года либеральное правительство Пракседеса Матео Сагасты ушло в отставку. 4 марта новым председателем Совета министров стал Франсиско Сильвела-и-Ле Веллёза, которого поддержали Консервативный союз, Либерально-консервативная партия и независимые депутаты. 16 марта был распущен Конгресс депутатов и назначены новые выборы.
Большая часть испанских консерваторов вновь присоединились к Консервативному союзу Франсиско Сильвелы, за исключением сторонников Карлоса О'Доннелла, герцога Тетуанского, и последователей Антонио Ромеро Робледо.
Карлистская партия Традиционалистское причастие и фундаменталистская Интегристская партия объединились в Карлистскую коалицию.
Республиканская прогрессистская партия Хосе Марии Эскуэрдо в очередной раз решила бойкотировать голосование. Республиканская централистская партия Николаса Сальмерона и Национальная республиканская партия Хосе Томаса Муро вновь объединились в коалицию «Республиканское объединение» (исп. Fusión Republicana). Часть независимых республиканцев, включая валенсийского политика Висенте Бласко Ибаньеса и бывшего республиканца-прогрессиста из Барселоны Хоана Соль-и-Ортегу, а также Федеративная демократическая республиканская партия Франсиско Пи-и-Маргаля решили участвовать в выборах самостоятельно.

## Результаты
16 апреля были избраны 402 члена Конгресса депутатов.
Победу на выборах одержал Консервативный союз Франсиско Сильвелы-и-Ле Веллёза, от которого также баллотировались члены Либерально-консервативной партии. Считая союзников из числа сторонников генерала Камило Гарсии де Полавьеха-и-дель Кастильо Негрете (бывший генерал-губернатор Кубы и генерал-капитан Филиппин), консерваторы смогли получить 228 мест в Конгрессе депутатов (56,72 %).. Их главным оппонентам, либералам Пракседес Матео Сагаста и Хермана Хамасо-и-Кальво (ранее 4 раза занимал в либеральных кабинетах посты министра транспорта, министра заморских территорий и министра финансов) пришлось удовлетвориться 130 местами (24,19 %). Республиканцы, часть которых бойкотировали выборы, потеряли одно место в Конгрессе депутатов.
Итоги выборов в Конгресс депутатов Испании 16 апреля 1899 года
| Партии и коалиции                                            | Партии и коалиции                                   | Партии и коалиции                                    | Партии и коалиции                                                 | Лидер                              | Голоса    | Голоса | Голоса | Места | Места | Места  |
| Партии и коалиции                                            | Партии и коалиции                                   | Партии и коалиции                                    | Партии и коалиции                                                 | Лидер                              | #         | %      | +/−    | Места | +/−   | %      |
| ------------------------------------------------------------ | --------------------------------------------------- | ---------------------------------------------------- | ----------------------------------------------------------------- | ---------------------------------- | --------- | ------ | ------ | ----- | ----- | ------ |
|                                                              |                                                     | Консервативный союз/Либерально-консервативная партия | исп. Unión Conservadora, UC/исп. Partido Liberal-Conservador, PLC | Франсиско Сильвела-и-Ле Веллёза    |           |        |        | 228   | ▲146  | 56,72  |
|                                                              | Консерваторы-тетуанисты                             | исп. Conservadores "Tetuanistas", T                  | Карлос О'Доннелл, герцог Тетуанский                               |                                    |           |        | 12     | ▲3    | 2,99  |        |
|                                                              | Либерально-реформистская партия                     | исп. Partido Liberal Reformista, PLR                 | Франсиско Ромеро Робледо                                          |                                    |           |        | 4      | ▼2    | 1,0   |        |
| Все консерваторы                                             | Все консерваторы                                    | Все консерваторы                                     | Все консерваторы                                                  | Все консерваторы                   |           |        |        | 244   | ▲147  | 60,70  |
|                                                              |                                                     | Либеральная партия                                   | исп. Partido Liberal, PL                                          | Пракседес Матео Сагаста            |           |        |        | 102   | ▼170  | 25,37  |
|                                                              | Либералы-хамасистас                                 | исп. Liberales "Gamacistas", LG                      | Херман Хамасо-и-Кальво                                            |                                    |           |        | 28     | —     | 6,97  |        |
| Все либералы                                                 | Все либералы                                        | Все либералы                                         | Все либералы                                                      | Все либералы                       |           |        |        | 130   | ▼142  | 32,34  |
|                                                              |                                                     | Республиканское объединение                          | исп. Fusión Republicana                                           | Хосе Томас Муро, Николас Сальмерон |           |        |        | 11    | ▼7    | 2,74   |
|                                                              | Независимые республиканцы                           | исп. Republicanos independientes                     |                                                                   |                                    |           |        | 4      | —     | 1,0   |        |
|                                                              | Федеративная демократическая республиканская партия | исп. Fusión Republicana                              | Франсиско Пи-и-Маргаль                                            |                                    |           |        | 2      | —     | 0,50  |        |
| Все республиканцы                                            | Все республиканцы                                   | Все республиканцы                                    | Все республиканцы                                                 | Все республиканцы                  |           |        |        | 17    | ▼1    | 4,23   |
|                                                              |                                                     | Карлистская коалиция                                 | исп. Coalición Carlista, CC                                       | Маркиз де Серральбо                |           |        |        | 3     | ▼3    | 0,75   |
|                                                              | Независимые католики                                | исп. Católico independiente                          |                                                                   |                                    |           |        | 2      | ▲1    | 0,50  |        |
| Все карлисты и традиционалисты                               | Все карлисты и традиционалисты                      | Все карлисты и традиционалисты                       | Все карлисты и традиционалисты                                    | Все карлисты и традиционалисты     |           |        |        | 5     | ▼2    | 1,25   |
|                                                              | Независимые                                         | Независимые                                          | Независимые                                                       | Независимые                        |           |        |        | 6     | ▼1    | 1,50   |
|                                                              |                                                     |                                                      |                                                                   |                                    |           |        |        |       |       |        |
| Всего                                                        | Всего                                               | Всего                                                | Всего                                                             | Всего                              | 2 798 262 | 100,00 |        | 402   | ▲1    | 100,00 |
| Зарегистрировано/Явка                                        | Зарегистрировано/Явка                               | Зарегистрировано/Явка                                | Зарегистрировано/Явка                                             | Зарегистрировано/Явка              | 4 237 396 | 66,04  |        |       |       |        |
|                                                              |                                                     |                                                      |                                                                   |                                    |           |        |        |       |       |        |
| Источник: - Historia Electoral - Spain Historical Statistics |                                                     |                                                      |                                                                   |                                    |           |        |        |       |       |        |

1. ↑  Включая 8 «полавьехистов» и 2 баскских династиста
2. ↑  Включая бывшего республиканца-централиста Аскарате
3. ↑  Включая Бласко Ибаньеса и Соль-и-Ортегу
4. ↑  2 места у Традиционалистского причастия, одно у Интегристской партии

## Результаты по регионам
Блок Консервативного союза и Либерально-консервативной партии занял первое место по количеству избранных депутатов в 38 провинциях. Либералы смогли победить в провинциях Луго, Понтеведра, Логроньо (ныне Риоха), Уэска и Аликанте. Либералы-хамасистас выиграли выборы в провинции Вальядолид, карлисты в Гипускоа. В провинциях Мадрид и Сантандер (ныне Кантабрия) мандаты поделили либералы и консерваторы, в Паленсии — консерваторы и либералы-хамасистас, в Кастельоне — консерваторы и тетуанисты. В четырёх крупнейших городах страны наиболее успешно выступили консерваторы, завоевав 5 мандатов из 8 в Мадриде, 2 из 5 в Севилье (один из них достался консерватору-полавьехисту) и один из 3 в Валенсии. В Барселоне победу завоевала Монархическая коалиция, получив 6 мандатов из 7 (из них 4 у консерваторов и 2 у либералов-хамасистас). Либералы выиграли 3 места в Мадриде и 2 в Севилье, либералы-хамасистас помимо 2 мандатов в Барселоне также взяли один мандат в Севилье. Республиканцы смогли выиграть выборы в Валенсии, завоевав 2 мандата (один у «Республиканского объединения» и один взял Бласко Ибаньес) и один в Барселоне (Соль-и-Ортега).

## После выборов
3 июня 1899 года новым председателем Конгресса депутатов был выбран Алехандро Пидаль-и-Мон (Либерально-консервативная партия), за которого проголосовали 179 парламентариев. 22 ноября 1900 года его сменил Раймундо Фернандес Вильяверде (Либерально-консервативная партия). Председателем Сената стал генерал Арсенио Мартинес де Кампос (Консервативный союз), заменённый в октябре 1900 года на генерала Марсело Аскаррагу (Консервативный союз), которого в том же месяце сменил избран Мануэль Агирре де Техада (Консервативный союз).
В сентябре 1899 года к проправительственной коалиции Консервативного союза, Либерально-консервативной партии и баскских династистов присоединились генерал Камило Гарсия де Полавьеха-и-дель Кастильо Негрете и его последователи.
В октябре 1900 года Франсиско Сильвела уходит в отставку из-за своей оппозиции к предстоящей свадьбе принцессы Астурийской Марии де лас Мерседес, старшей дочери покойного короля Альфонсо XII и наследницы испанского трона вслед за своим братом Альфонсо XIII, с Карлосом Бурбон-Сицилийским, принцем из свергнутого дома Обеих Сицилий. 22 октября 1900 года правительство возглавил генерал Марсело Аскаррага (Консервативный союз), занимавший этот пост до 6 марта 1901 года.